# نوید کرمانی
نوید کرمانی  پژوهشگر، روزنامه‌نگار و داستان‌نویس آلمانی ایرانی‌تبار است. او که یکی از پرکارترین نویسندگان آلمانی‌زبان در سال‌های اخیر بوده در نوشته‌هایش به پدیده‌هایی چون دین و زندگی انسان‌ها در جوامع چندفرهنگی و جایگاه فردیت در جهان مدرن می‌پردازد.

## زندگی‌نامه
نوید کرمانی در ۲۹ نوامبر ۱۹۶۷ در شهر زیگن آلمان غربی به دنیا آمد. وی چهارمین پسر یک پدر و مادر ایرانی است. نوشتن را در قالب همکاری با روزنامه‌های ملی و محلی از ۱۵ سالگی آغاز کرد. کرمانی در رشته‌های شرق‌شناسی، فلسفه و تئاتر در کلن، قاهره و بن تحصیل کرده است. وی همچنین با حزب سبزهای آلمان همکاری دارد.
وی در سال‌های ۱۹۹۶ تا ۲۰۰۰ به عنوان نویسنده با روزنامه فرانکفورتر آلگماینه همکاری داشت. مقاله‌ها و آثار کرمانی به صورت مرتب در نشریاتی چون زوددویچه تسایتونگ، دی تسایت و نویه زورشر زایتونگ منتشر می‌شوند.

او با کتایون امیرپور پژوهشگر مطالعات اسلامی ازدواج کرده و دارای دو فرزند هستند. او در حال حاضر در کلن زندگی می‌کند.

## کتابشناسی
- خدا زیباست (۲۰۱۵)[۳]
- نام تو (رمان ۲۰۱۱)
- در امتداد سنگرها و مرزها(۲۰۱۸)کرمانی به طور روزانه مشاهدات و تجربیات خود را در طول سفر 54 روزه‌اش به ثبت می‌رساند. او در نوشته‌هایش، خوانندگان را به لیتوانی، بلاروس، اوکراین، گرجستان، آذربایجان، ارمنستان، ایران می‌برد. علاوه بر آن  از داستان‌ها و افسانه‌های گذشته می‌گوید و آنچه را که خود از لحاظ تاریخی و سیاسی به چشم دیده،بازگو می‌کند. او در آخر به طور غیر قابل‌باوری 54 یادداشت متفاوت از 54 روز سفر فراموش نشدنی‌اش نوشته؛ که برخی روایت‌گر داستانی امیدبخش و برخی سراسر افسردگی است و انسان را به چالش می‌کشد.

## جوایز
در خرداد ۱۳۹۴ کرمانی برنده جایزه صلح کتاب‌فروشان آلمان شد. این انجمن، جایزه ۲۵ هزار یورویی خود را به دلیل احترام عمیق او برای شأن انسانی و فرهنگ‌ها و ادیان مختلف را به او اهدا کرد.
وی در سال ۱۳۹۳ نیز برنده جایزه ادبی یوزف برایتباخ یکی از جوایز ادبی در آلمان شده بود.